# FHK Liepājas Metalurgs
FHK Liepājas Metalurgs (Futbola un Hokeja klubs "Liepājas metalurgs") var en lettisk fotbolls-, ishockey- och basketklubb från staden Liepāja som grundades 1997. Klubben är sedan 2013 nedlagd, efter att deras enda sponsor Liepājas Metalurgs förklarats bankrutt. De ersattes i Virslīgan av FK Liepāja.

## Fotboll
Fotbollslaget spelade på Daugava Stadion, som tar 5 083 åskådare. Fotbollsklubben blev den första förutom Skonto FC att vinna Virslīga sedan nystarten 1991. De vann också den lettiska cupen 2006.

### Historik
Klubben bytte namn ett flertal gånger som följd av ägarbyten och sammanslagningar. Ursprungligen fanns två fotbollslag i Liepāja, Daugava Liepāja och Dinamo Liepāja. Dessa klubbar gick 1949 samman och bildade Sarkanais Metalurgs. Sarkanais var en av Lettlands mest framgångsrika klubbar.
Tidigt 1960-tal spelade man under namnet LMR Liepāja och från 1962–1989 som Zvejnieks Liepāja. Under detta namn hade man spelare som Ilmārs Verpakovskis och Raimonds Laizāns, senare landslagsspelare för Lettland. 
Man använde 1990–1993 namnet Olimpija Liepāja, 1994 FK Liepāja, 1995–1996 DAG Liepāja (efter sammanslagning med DAG Rīga) och 1996–1997 Baltika Liepāja innan man 1997 bytte till sitt sista namn, Liepājas Metalurgs, på grund av sponsring från stadens metallurgifabrik med samma namn.
Liepājas Metalurgs blev 2005 första klubb utöver Skonto Riga att vinna den lettiska högstaligan sedan den nyinstiftats efter Lettlands självständighet från Sovjetunionen 1991, Skonto hade vunnit varje år sedan dess. Metalurgs vann även Virslīga 2009.
Efter säsongen 2013 gick fabriken, fotbollsklubbens enda sponsor, i konkurs och klubben gick därmed samma öde till mötes. En nybildad klubb, FK Liepāja, tog deras plats i förstadivisionen.

### Kända spelare i urval
- Takafumi Akahoshi
- Viktors Dobrecovs
- Deniss Ivanovs
- Ģirts Karlsons
- Andrejs Prohorenkovs
- Andrejs Rubins
- Genādijs Soloņicins
- Ilmārs Verpakovskis
- Māris Verpakovskis